# SOTARO
SOTARO（そうたろう、2011年〈平成23年〉6月26日 - ）は、日本の歌手。10歳（小学校4年生）でVIVID SOUNDからデビュー。東京都生まれ。両親はコーラスグループのSMOOTH ACE（重住ひろこ・岡村玄）。 

## 人物・来歴
コーラスグループの両親の次男として日々音楽に触れて育つ。いつも歌ってばかりいるので、両親が声の記録として2016年（5歳）から自宅にて録音を始め、大好きになり、2018年（小学1年生）の夏休みの自由研究で初めてア・カペラ多重録音に挑戦しボビー・マクファーリンの「Don't worry , be happy」を歌唱。歌の記録活動の延長から歌う仕事をスタート。小学3年生の夏、「もっと歌のお仕事がしたい! 録音が好き!」と言い出し、本格的に歌の仕事を始める。以来、CMの歌やラップの仕事などで活動。
資生堂/モスバーガー/あつまれ どうぶつの森/セブン-イレブン/JA共済などのテレビCMで歌を担当。NHK教育テレビ『ビットワールド』内で、いらすとやのキャラクターたちが登場するアニメシリーズ「100秒でわかる名作劇場」のエンディングテーマ曲「100秒の世界旅行」を歌唱。
趣味はベーゴマ、けん玉、バドミントン。愛読書は『Sushi 鮨』。好きな寿司ネタはイクラ。憧れのアーティストは三浦大知。デビューシングルでFolderのデビュー曲「パラシューター」をカバーした。

## 経歴
2021年12月15日（小学校4年生）に、山下達郎とFolderカバー曲が収められた両A面7インチレコード「パレード / パラシューター」でVIVID SOUNDからデビュー。「パレード」は、天を突き抜けるような歌いっぷりとタワーレコードオンラインで評され、TOKYO FM『山下達郎のサンデー・ソングブック』にてオンエアされた。7インチレコード形態にもかかわらず、数々のラジオ局でパワープレイされるなど話題を巻き起こす。キッズ・ソウル期待の新星として話題となり、DJ界隈を中心にスマッシュヒットとなった。
2022年3月16日発売のミニアルバム『SMILE』には前述の2曲「パレード / パラシューター」の他に山下達郎「いつか(SOMEDAY)」、ジャクソン5「I WANNA BE WHERE YOU ARE」、岡村靖幸「だいすき」のカバーが収められる。プロデューサーは冗談伯爵（新井俊也／前園直樹）が担当し、SOTAROの両親でもあるSmooth Aceの重住ひろこと岡村玄がコーラスで参加。ジャケットアートワークにはアナログ7inchシングルと同じく伊藤敦志（AIRS）がイラストを担当。2022年8月（小学校5年生）にタワーレコード池袋、HMV新宿アルタ、タワレコ渋谷で初インストアのライヴツアーを開催。

### 2021年
- 12月15日：7インチレコード・デビューシングル「パレード / パラシューター」[10]を発売。

### 2022年
- 1月19日：7インチレコード・2ndシングル「いつか(SOMEDAY) / I WANNA BE WHERE YOU ARE」[11]を発売。
- 3月16日：ミニ・アルバム『SMILE』[12][13]CD発売。7月24日には配信開始。
- 5月20日：NHK教育テレビ『ビットワールド』内アニメ『100秒でわかる名作劇場』エンディング曲「100秒の世界旅行」（作詞・作曲：石原淳平、編曲：新井俊也）オンエア開始。
- 8月24日：7インチレコード・3rdシングル「DAISUKI / 君は薔薇より美しい」[14]。初ライヴツアーを開催。
- 9月7日：高橋幸宏プロ活動50周年記念ライブ「LOVE TOGETHER 愛こそすべて」テーマ曲「LOVE TOGETHER」の楽曲制作に、高野寛、細野晴臣、堀江博久、ゴンドウトモヒコ、大井一彌、大貫妙子、坂本美雨、鈴木慶一、Smooth Ace と共に参加[15]。

## 担当CM曲

### 2022年
- 大進創寫舘 [16]みんなの大進そうしゃかん  ♪30秒DANCE vertion♪

## ラジオ出演

### 2022年
- 渋谷のラジオ「渋谷のラジオの渋谷系」カジヒデキ 野宮真貴 1月17日 （17:00 - 19:00）
- TBSラジオ「アフター6ジャンクション」2月1日（火）19時LIVE & DIRECTのコーナー
- J-WAVE「J-WAVE TOKYO MORNING RADIO」3月3日
- Fm yokohama「HONMOKU RED HOT STREET」横山剣 3月19日（土）
- AuDee 歌う放送作家 植竹公和の「アカシック・ラジオ」4月
- Fm yokohama「今夜もおきばりさん!」なかの綾 8月